# Suhoj Su-25 Frogfoot
Suhoj Su-25 (Natova oznaka Frogfoot - žabji kraki) je reaktivno letalo, izdelek letalskega biroja Suhoj. Su-25 je bil sovjetski odgovor na ameriškega uničevalca tankov - letalo Warthog-Thunderbolt. Robustno, srednje veliko letalo je imelo eno samo nalogo, uničevanje ameriških in britanskih tankovskih enot na območju Zahodne evrope. Prototip letala je poletel leta 1975, serijska proizvodnja pa se je začela leta 1978. Raznovrstna oborožitev tega letala sega od raket zrak-zemlja pa do protitankovskih raket, bomb in topa kalibra 30mm. Letalo še danes ostaja v operativni uporabi mnogih letalskih enot po svetu. Nekatere države pa so svoje Frogfoote posodobile in jim s tem podaljšale operativno uporabo še za nekaj let.

## Verzije

### Su-25
Osnovna verzija letala je bila zgrajena v tovarni 31, v Tbilisiju takratni Sovjetski
Republiki Gruziji. Med 1978 in 1989, 582 enosedežnih Su-25 so naredili v Gruziji, ne
upoštevajoč izvoznih letal Su-25K. Ta verzija je hrbtenica Su-25ic v Ruskih Zračnih Silah in
predstavlja najštevilčnejšo floto teh letal na svetu.
Veliko nesreč se je zgodilo med bojnimi uporabljanji zaradi odpovedovanjem sistemov, ki so
jih pripisali salvam streljanja z orožji. Zaradi teh nesreč so uporabo glavnega orožja raket 
S-24 240mm prepovedali.

#### Su-25K
Osnovna verzija Su-25 je bila uporabljena kot model za izvozno  različico, poznano kot Su-25K. To verzijo so izdelovali tudi v tovarni 31 v Tbilisiju. Letalo je imelo manjše razlike od tistih, ki so jih uporabljali Sovjetske Zračne Sile. Skupno 180 Su-25K letal je bilo narejenih med letomi 1984 in 1989.

### Su-25UB
Su-25UB trenažer je bil izrisan v letu 1977. Prvi prototip poimenovan "T-8UB-1" je bil narejen Julija 1985, prvi polet pa je naredil 12. Avgusta istega leta z letališča tovarne v Ulan-Udeu. Namenjen je bil šolanju in ocenjevanju aktivnih pilotov ter šolanju kadetov Sovjetskih Zračnih Sil.

#### Su-25UBK
Od 1986 do 1989 leta so v tovarni Ulan-Ude vzporedno z bojnim trenažerjem Su-25UB izdelovali tudi izvozno različico Su-25UBK, namenjeno državam, ki so kupila Su-25K s podobnimi izboljšavami.

#### Su-25UTG
Su-25UTG je verzija Su-25UB narejena za šolanje pilotov pri simuliranih vzletanjih in pristankih na letalonosilki na zemlji, opremljeno s skakalnico in zaviralnimi vrvmi. Prvo letalo je poletelo Septembra 1988, vsega skupaj pa je bilo narejenih približno 10 letal. Približno polovica jih je ostala v Ruski lasti po letu 1991, uporabljenih na Ruski edini letalonosilki Admiral Kuznjecov. Tako majhno število letal je bilo premalo za potrebe šolanj Ruskih Zračnih Sil Mornarice, tako da so nekaj Su-25UB modificirali v Su-25UTG in jih poimenovali Su-25UBP. Okoli deset teh letal je trenutno operativnih v Ruski Mornarici kot del  279. Regimenta Mornariškega Letalstva.

### Su-25BM
Su-25BM je letalo, ki vleče tarčo za sabo katerega razvoj se je začel 1986. Prototip označen 
"T-8BM1" je prvič uspešno poletel 22. Marca 1990 v Tbilisiju. Verzije pa so začeli izdelovati po končani testni fazi.
Su-25BM je bil razvit, da zagotovi kopenskim in mornariškim posadkam vaje v protiletalskih bojih. 

### Su-25T
Su-25T je protitankovska verzija, ki je bila bojno preizkušena v Čečeniji. Avionika je bila modificirana vključno z avtopilotom in HUD prikazovalnikom.
Opremljen je z opazovalno-namerilnim TV sistemom Škval z laserskim namerilnikom v nosu (enak sistem se uporablja v jurišnem helikopterju Ka-50)
in lahko uporablja lasersko vodene protitankovske rakete Vikhr. 
Druga generacija Su-25T: Su-25TM (poimenovana tudi Su-39) je bila izdelana z izboljšano navigacijsko in bojno opremo. Ruske Zračne Sile so prejele samo majhno število teh letal.

### Su-25KM
SU-25KM z vzdevkom Škorpijon je program moderniziranja Su-25, ki ga je sta ga razvili Tbilijsijska tovarna letal v Gruziji in Elbit Systems. Prototip je prvič poletel 18. Aprila 2001 v Tbilisiju v barvah Gruzijskih Zračnih Sil.

### Su-28
Suhoj Su-28 označen tudi kot Su-25UT je napredno osnovno šolsko letalo osnovano na  Su-25UB kot privatna iniciativa Suhoja. Su-28 je lahko letalo narejeno za zamenjavo Češkoslovaških Aero L-39 Albatros. Za razliko od osnovnega Su-25UB letalu manjka sistem nadzora ognja, vgrajen top, nosilci orožij ter oklepljene motorje.

### Druge verzije
- Su-25R  – Taktično izvidniško letalo razvito 1978 vendar nikoli zgrajeno.
- Su-25U3 – Znan tudi kot Ruska Trojka  je bil trosedežno šolsko letalo. Projekt so ukinili 1991 zaradi pomankanja denarja.
- Su-25U  – Šolska verzija Su-25ic narejenih v Gruziji med 1996 in 1998. Vsega skupaj so zgradili tri letala za Gruzijske Zračne Sile.

## Uporabniki
AngolaDogovor med Sovjetsko Zvezo in Angolo v letu 1988 o dobavi eskadrilje Su-25 je vključeval 12 enosedežnih Su-25K in 2 Su-25UBK trenažna letala. Pozneje so dodatno naročili še najmanj 3 dvosedežnike.
 ArmenijaPo razpadu Sovjetske Zveze Armenija ni imela Su-25. Toda ob izbruhu spopadov v Gorski Karabah v letih 1991–92, je nova država Republika Armenija neuradno nabavila manjše število letal. Od 26. Januarja ima Armenija 5 Su-25, 9 Su-25K in 1 Su-25UBK.
 AzerbajdžanTako kot Armenija, Azerbajdžan ni podedoval nobenega Su-25 po razpadu Sovjetske Zveze  temveč so prvega SU-25 dobili s prebegom pilota iz Ruskih Zračnih Sil (nastanjenega v bazi Sital-Chai) v Aprilu 1992. Po incidentu so po neuradni poteh pridobili še 5 letal Su-25, enega pa s ponovni prebegom, tokrat iz Gruzijskih Zračnih Sil. Druga letala so verjetno pridobili kasneje. Iz inventarja v letu 2001 je razvidno, da ima Azerbajdžan še zmeraj tri različne tipe Su-25, kljub izgubam štirih Su-25 v spopadih z Armenijo.
 BelorusijaPo razpadu Sovjetske Zveze, je Belorusija druga država Skupnosti neodvisnih držav, po Rusiji, ki je nasledila veliko število Su-25. Večji del od sedemdesetih Su-25 in šestih Su-25UB je od leta 2004 nastanjenih v letalski bazi Lida.
 BolgarijaBolgarija je bila druga država Varšavskega pakta, ki je dobila Su-25. Pridobila je prve primerke Su-25K in Su-25UBK v letu 1985. Letala so bila namenjena zamenjavi zastarelih MiG-17F Fresco-C, ki so bila hrbtenica bombnikov Bolgarskih Zračnih Sil več let. Dvajset Su-25K in trije Su-25UBK so postali operativni v letu 2004 in so nastanjeni v letalski bazi Bezmer.
 ČadV sredini leta 2008, je Čad razkril naročilo šestih Su-25 v Ukrajini. Od 1. Novembra 2008 do zdaj sta prispeli samo dve letali.
 Demokratična republika KongoV drugi polovici leta 1999, je tovarna letal v Tbilisiju podpisala pogodbo z Demokratično republiko Kongo o dobavi 10 Su-25K Zračnim Silam Konga. Pogodba je bila ocenjena na 6 milijonov Ameriški Dolarjev. Prva štiri letala so prispela natovorjena v An-124 v Novembru 1999. Preostalih šest pa so dostavili Januarja 2000. Eno letalo se je zrušilo v Decembru 2006 med rutinskim poletom, še eden pa se je zrušil 30. Junija 2007, med prikazom dneva neodvisnosti Konga.
Ekvatorialna GvinejaV letu 2005 so bili štirje Su 25 vključno z dvema Su-25UB bojnima trenažerjema dobavljeni Zračnim silam Ekvatorialne Gvineje. Trenutni status letal je neznan.
 EritrejaMed letoma 2001 in 2006 je bilo je bilo dobavljeno skupno šest Su-25 Zračnim Silam Eritreje.
 EtiopijaPar Su-25T in dva Su-25UBK bojnih trenažerje je bilo dobavljenih Etiopiji v prvem četrtletju 2000. Dvosedežnike so vzeli iz uporabe Ruskih Zračnih Sil in modificirali po specifikacijah, ki so jih zahtevali pri Etijopskih Zračnih Silah. Od kar so jih dobili so jih uporabljali v bojnih operacijah proti Eritrejskimi uporniki.
 GruzijaGruzija, ki je naredila na stotine MiG-21U/UM/US "Mongol" trenažerjev in kar nekaj enosedežnih Su-25s v Sovjetskem času, je ostala praktično brez letal po razpadu Sovjetske Zveze. Samo manjši del enosedežnih Su-25s je bilo zapisanih na seznamu na novo osnovanih Gruzijskih Zračnih Sil. Ta letala so ostala v tovarni v času Gruzijskega osamosvajanja.Gruzija je imela devet Su-25s različnih tipov od tega so jih leta 2004 osem nadgradili v Su-25KM "Scorpion" (Izboljšana verzija Su-25 v sodelovanju z Izraelom).
 Iran21. Januarja 1991, je sedem Iraških Su-25 preletelo v Iran v upanju, da bodo našli začasno skrivališče pred napadi na Iraške letalske steze v operaciji puščavski vihar. Ta letala so Iranci smatrali kot darilo od nekdanjega nasprotnika in jih je Iranska vojska zasegla. Vendar zaradi pomankanja rezervnih delov, dokumentacije in treniranja pilotov ta letala niso letela v Iranskih Zračnih Silah. Pozneje je Iranska Islamistična Revulocionarna Garda Zračnih Sil dodala še šest novih letal na seznam in je verjetno vrnila bivše Iraške SU-25 v leteče stanje.
 KazahstanKazaške Zračne Sile so dobile 12 enosedežnih Su-25s in dva Su-25UB trenažerja v Decembru 1995 kot poplačilo za vrnitev Tu-95MS "Bear-H" strateških bombnikov, ki so v času razpada Sovjetske Zveze na hitro odleteli iz republike. Kazastanski Su-25 so nastanjeni v zračni bazi Chimkent na jugu države.
 Severna KorejaSeverna Koreja je bila prva Azijska država, ki je prejela Su-25. Severno Korejske Zračne Sile so pridobile veliko izkušenj v 50-tih, ko so leteli na predhodniku Su-25, Ilyushin Il-10 "Beast". V času od 1987 do 1989, je DLRK pridobila skupno dvaintrideset enosedežnih Su-25K in štiri Su-25UBK. Letala so nastanjena v zračni bazi Sonchon (80 km od Pjongjanga).
 PeruPeru je pridobil 18 Su-25 pozno leta 1998 od Belorusije. Pošiljka je sestavljala 10 enosedežnikov in osem Su-25UB trenažerjev. Vsa ta letala so bila narejena tik pred razpadom Sovjetske Zveze, tako da predstavljajo končne verzije Su-25. Med letoma 1998 in Decembrom 2005 so Perujski SU-25 sestrelili najmanj 25 lakih letal, ki so pravažala kokain.
 RusijaDanes Rusija poseduje zmanjšano floto Su-25. Večina različic je enosedežnih Su-25, dvosedežnih Su-25UB in označevalce tarč Su-25BM. Dodatno so Ruske Zračne Sile pridobile manjše število protitankovskih Su-25T, ki so jih preizkusili v bojnih razmerah z vidnim uspehom v Čečeniji. Su-25 uporabljajo tudi Ruske Mornariške Zračne Sile, obe standardne kopenske verzije Su-25 in Su-25UB kot tudi posebne Su-25UTG trenažerje na letalonosilkah. Vse skupaj Ruske Zračne Sile od leta 2008 naprej uporabljajo 245 Su-25 vključno z 10, ki so v mornarici. Modernizacija enosedežnih Su-25 v različico Su-25SM poteka. Prvi modernizirani Su-25SM je bil dostavljen Avgusta 2001, naknadno pa še dodatnih šest pozno Decembra 2006 v zračno bazo Lipetsk.
 SudanSudanske Zračne Sile so razkrile nove Su-25 na paradi dneva neodvisnosti 31. Decembra 2008.
 TurkmenistanPo razadu Sovjetske Zveze, je novonastala neodvisna Republika Turkmenistan dobila 46 Su-25, ki so bili v tistem času razstavljeni in vskladiščeni v Turkmenistanu. V sporazumu z Gruzijo in Turkmenistanom leta 1999, je tovarna letal v Tbilisiju restavrirala 45 teh letal za uporabo Zračnih Sil Turkmenistana, kot poplačilo za dostavo naravnega plina. Restavrirana letala so bila prestavljena v letalsko bazo Ak-Tepe. Skupno je bilo leta 2004 operativno le še 18 Su-25.
 UkrajinaUkrajina je pridobila 92 Su-25 različnih verzij po razglasitvi neodvisnosti ob razpadu Sovjetske Zveze. Trenutno Ukrajinske Zračne Sile upravljajo z 60 Su-25, Su25UB in Su-25UTG, ki so nastanjena v 299. neodvisnem bobnem regimentu v bazah Kulbakino, Mykolaiv Oblast in Saki na Krimskem polotoku, ter 456. bobnem regimentu v Chortkivu. Do 30 Su-25 je bilo shranjenih v 4070. rezrvni bazi. Očitno so trije Su-25, ki jih je Ukrajina prodala Makedoniji prišli iz te rezervne zaloge.
 UzbekistanDo leta 1990 so imele Sovjetke Zračne Sile v Uzbekistanu za trening v zračni bazi Chirchik 20 Su-25, Su-25UB in Su-25BM. V letu 1991, je bilo manjše število Su-25 nastanjenih v zračni bazi Dzhizak, toda po letu 1991 so vsa Su-25 v Uzbekistanu prestavili v Chirchik, v 59. lovsko-bobniškem zračnem regimentu Sovjetskih Zračnih Sil. Po razpadu Sovjetske Zveze so vsi Su-25 na ozemlju novonastale Republike postali lastnina nove vlade.

### Nekdanji uporabniki
Slonokoščena obalaDevet Francoskih vojakov je bilo ubitih in triindvajset ranjenih v bombnem napadu dveh Slonokoščenskih Su-25 na francoske položaje v Bouaké. V povračilo je Francoska Vojska uničila Su-25tice na tleh v zračni bazi Yamoussoukro.
ČeškoslovaškaLetala sta nasledili državi naslednici v razmerju 2:1 v prid Češke.
 ČeškaPo ločitvi Češkoslovaške je Češka pridobila štiriindvajset Su-25K in enega Su-25UBK. V Decembru 2000 so Češke Su-25 upokojili in shranili v zračno bazo Přerov.Scramble.
 Severna MakedonijaRepublika Makedonija je kupila tri enosedežne Su-25 in enega dvosedežnega Su-25UB po napadu Albanskih upornikov. Letala so dostavile Ukrajinske oblasti potem ko so jih izvzeli iz uporabe Ukrajinskih Zračnih Sil. Letala so leta 2004 upokojili in jih nato naslednje leto prodali Gruziji.
 IrakNa začetku Iransko-Iraške vojne je Irak zaprosil Sovjetsko Zvezo za nakup vojaške opreme. Tako je Irak postala prva država, ki ni bila v Varšavskem paktu, ki je pridobila Su-25K in Su-25UBK bojne trenažerje. Irak je nabavil nekje okoli 73 Su-25, od katerih so bili štirje Su-25UBK. V Januarju 1998 so Iraške Zračne Sile še zmeraj imele 12 Su-25s in vsaj trije Su-25K so bili videni v demonstraciji nad Bagdadom v Decembru 2002. Vendar so bila preostala Su-25  upokojena takoj po invaziji na Irak 2003.
 SudanSudanske Zračne Sile so opremljene z vsaj dvanajstimi letali Su-25.
 SlovaškaSlovaške Zračne Sile so pridobile 12 Su-25K in enega Su-25UBK po ločitvi Češkoslovaške. Letala so bila nastanjena v Slovaški 33. zračni bazi Malacky-Kuchyna. Prodali so jih Armeniji.
 Sovjetska zvezaPredali so jih državam naslednicam.

## Specifikacije (Su-25/Su-25K, kasnejši modeli)
Podatki iz Jane's All The World's Aircraft 2003–2004; Jackson 2003, pp. 403–405.
Splošne karakteristike
- Posadka: 1
- Dolžina: 15,53 m (50 ft 111⁄2 in)
- Razpon kril: 14,36 m (47 ft 11⁄2 in)
- Višina: 4,80 m (15 ft 9 in)
- Površina kril: 33,7 m² (323 ft²)
- Teža praznega letala: 9800 kg (21605 lb)
- Naložena teža: 14600 kg (32187 lb) (normalna vzletna teža)
- Maks. vzletna teža: 17600 kg (38800 lb)
- Pogon letala: 2 × Soyuz/Gavrilov R-195 turboreaktivna motorja, 44,18 kN (9921 lbf) vsak

 Zmogljivost 
- Maks. hitrost: Mach 0,8 (975 km/h, 526 vozlov, 606 mph) na nivoju morja
- Bojni dolet: 750 km (405 nmi, 466 milj) na nivojua morja s 4400 kg bomb in dvema zunanjima rezervoarjema
- Višina leta: 7000 m[1] (22965 ft)
- Hitrost vzpenjanja: 58 m/s (11400 ft/min)

Oborožitev

- Strelno orožje: 1 × Grjazev-Šipunov Gš-30-2 dvocevni 30mm avtomatski top s 250 naboji
- Nosilci za orožje: 11 s kapaciteto 4.000 kg (8.800 lb)
- Rakete: Izstreljevalci raket: UV-32-57 57 mm ali B8M1 80 mm;  Rakete: S-24 (240 mm (9,4 in)) ali S-25 (330 mm (13 in))
- Izstrelki: Rakete zrak-površje: H-23 (AS-7), AS-9, H-25L (AS-10), H-29 (AS-14);  Rakete zrak-zrak: K-13 (AA-2) ali R-60 (AA-8)
- Bombe: FAB-250, FAB-500, KAB-500 bombe[2]